# Сагидуллин, Рамиль Шайдуллинович
Рамиль Шайдуллинович Сагидуллин (баш. Рәмил Шәйҙулла Улы Сәғиҙуллин; 24 февраля 1952, п. Кандры, Туймазинский район, Башкирская АССР) — хозяйственный и политический деятель, депутат Верховного Совета Башкирской АССР 12-го созыва.

## Биография
Родился 24 февраля 1952 года в посёлке Кандры Туймазинского района Башкирской АССР. По национальности башкир.

### Образование
В 1987 году окончил Уфимский нефтяной институт по специальности инженер-строитель. 

### Трудовая деятельность
Трудовую деятельность начал в 1969 году слесарем на Стерлитамакском химическом заводе. 
В 1970–1972 годах проходил службу в Советской Армии. После демобилизации работал в управлении буровых работ. 
С 1978 по 1987 годы прошёл путь от мастера до начальника Туймазинского управления «Межрайводоканал». 
В 1987–1991 годах занимал пост заместителя председателя, затем председателя исполкома Туймазинского городского Совета народных депутатов.
В 1991–1999 годах руководил Туймазинским ремонтно-строительным управлением дорожно-озеленительных работ. 
С 1999 года — заместитель главы администрации города Туймазы и Туймазинского района по капитальному строительству и жилищной политике.
Также избирался депутатом Верховного Совета Башкирской АССР 12-го созыва, где являлся членом комиссии по делам женщин, охране семьи, материнству и детству.
Является одним из учредителей (доля 33,33%) ныне ликвидированного ООО «Атлант», зарегистрированного в 2006 году и занимавшегося деятельностью в области отдыха и развлечений.

## Общественная деятельность
Избирался депутатом Верховного Совета Башкирской АССР 12-го созыва от Кандринского избирательного округа № 142. Член комиссии Верховного Совета Республики Башкортостан по делам женщин, охране семьи, материнству и детству.